# Homosféra
Homosféra je část atmosféry Země, v níž se s výškou složení mění jen minimálně. Zasahuje do výše cca 100 km. Přibližně 99 % vzduchu tvoří dusík a kyslík. Ve výškách 20–30 km nad povrchem Země je zvýšená koncentrace ozónu vytvářející ozónovou vrstvu. Homogenita složení je způsobena intenzivním mícháním vzduchu tepelnou konvekcí a turbulencí. Uvnitř homosféry existují vrstvy s různými tepelnými podmínkami: troposféra, stratosféra a mezosféra. Homosféra je od heterosféry oddělena homopauzou.
Nad homosférou se nalézá heterosféra.